# Bir El Arch
Bir El Arch là một đô thị thuộc tỉnh Sétif, Algérie. Dân số thời điểm năm 2002 là 21.004 người.